# Bob Orton, Jr.
Robert Keith Orton, Jr. (sinh 10 tháng 11 năm 1950), được biết nhiều hơn với tên võ đài "Cowboy" Bob Orton, là một đô vật chuyên nghiệp đã nghỉ hưu. Ông là con trai của đô vật chuyên nghiệp Bob Orton, Sr., anh trai của đô vật chuyên nghiệp Barry Orton. Ông được biết đên nhiều nhất trong thời gian thi đấu cho WWF (World Wrestling Federation, bây giờ là WWE). Ông cũng quảng cáo ở Hoa Kỳ, Nhật Bản, và một số quốc gia khác.

## Giai đoạn đầu đời
Orton sinh ra ở Kansas City, Missouri.

## Sự nghiệp đấu vật chuyên nghiệp

### Championship Wrestling from Florida (1972-1980)
Orton được huấn luyện bởi Hiro Matsuda, sau khi bỏ học đại học, và ở tuổi 22. Orton đã ra mắt chương trình Championship Wrestling from Florida vào năm 1972 với nghệ danh là Young Mr. Wrestling thi đấu hợp tác với cha của ông là Bob Orton, Sr.. Họ đã giành được danh hiệu đồng đội từ chương trình. Orton là một trong những đô vật cổ động sử dụng Superplex làm tuyệt chiêu kết liễu đối thủ của mình. Orton, trong ngày ngày đầu tham gia đấu vật, đã sử dụng mánh lới quảng cáo về một kẻ phá hoại đeo mặt nạ được biết với cái tên The Invader. Ông sử dụng mánh lưới quảng cáo này, cho đến năm 1976.

### Verne Gagne's American Wrestling Association (giữa những năm 70)
Orton đã dành thời gian tham gia Verne Gagne's American Wrestling Association, trong những chuyến du hành đầu những năm 70 của ông, một phần lớn thời gian dưới sự hướng dẫn của giám đốc AWA MVP Bobby Heenan. Orton có mối thù với Greg Gagne trong số những người khác. Gagne-Orton là một trận đấu võ tổng hợp Muhammad Ali-Antonio inoki.

### National Wrestling Alliance (1980-1981)
Sau khi thi đấu thành công tại các khu vực Florida, Trung Mỹ và Trung Nam, Orton đã hoàn thành trong National Wrestling Alliance vào năm 1980-1981 bằng cách sử dụng gimmick Cowboy's. Trong khi thi đấu tại NWA, anh đã thắng một số trận và nổi tiếng vì là một người chăm chỉ và là một đô vật tough hợp pháp. Năm 1981, ông rời NWA để ký hợp đồng với World Wrestling Federation

### World Wrestling Federation (1981-1983)
Năm 1982, Orton thi đấu tại World Wrestling Federation. Ông đã thách đấu Bob Backlund cho đai vô địch WWF Heavyweings Championship ở Philadelphia, giành chiến thắng bằng cách đếm ngược (danh hiệu không thể thay đổi bằng cách loại hoặc đếm ngược). Họ lại có một trận đấu ở rừng sau đó ở Philadelphia nhưng Orton lại không thành công. Các trận đấu của họ diễn ra ở một số Thành Phố lớn trên đường đua WWF.

### Trở lại NWA (1983)
Ông trở lại NWA vào năm 1983, và giành đai đồng đội với Don Kernodle. Cả hai giữ đai trong hai tháng trước khi để mất đai cho Wahoo McDaniel và Mark Youngblood.
Cùng Dick Slater, ông có mối thù với Ric Flair. Orton và Slater can thiệp vào trận trở lại của Flair với nhà vô địch NWA World, Harley Race, khiến Flair thua trận đấu. Họ tấn công Flair bằng aided piledriver, khiến Flair bị thương nặng ở cổ và phải nghỉ thi đấu trong vài tháng, do đó Race nhận được một khoản tiền thưởng và ném lên đầu Flair, và Race miễn cưỡng sẽ đấu với Flair khi Flair trở lại trong các trận tới để giành đai. Trước sự việc này, Orton được nói là một người bạn thân thiết với Flair, và sự tham gia của ông trong cuộc tấn công như việc phản bội lại tình bạn đó. Cuối năm 1983, Flair trở lại, tấn công Orton và Slater bằng gậy bóng chày (sau đó đánh bại Race để giành đai tại Starrcade '83).

### Trở lại WWF (1984-1987, 1989, 1990)
Orton trở lại WWF vào năm 1984 trong giải đấu nổi nhất trong sự nghiệp của ông. Ông thường được Roddy Piper gọi là "Ace Orton" và là vệ sĩ của Piper. Một mánh lưới quảng cáo khác của ông, mặc áo bó bột trong các trận đấu của ông, xuất phát từ việc ông bị gãy cẳng tay trái một cách hợp pháp trong một trận đấu với Jimmy Snuka tại sự kiện năm 1985, cuộc chiến để giải quyết tỷ số ở Madison Square Garden. Mặc dù vết thương đã lành trong đời thực, nhưng mánh lới quảng cáo "tiền" liên quan đến Orton - theo "lệnh của bác sĩ" tiếp tục bó bột, tuyên bố vết thương vẫn chưa lành. Thay vào đó Orton sẽ sử dụng chiến thuật gian lận cho mình, tấn công đối thủ khi trọng tài không để ý. Ông đã thắng một số trận đấu, hạ gục hoặc không bị hạ gục.
Năm 1984, Orton là ứng cử viên số một cho chức vô địch Liên lục địa WWF, cuối cùng ông đấu với nhà đương kim vô địch Tito Santana. Orton đã giành chiến thắng các trận đấu với sự giám sát của Tito Santana, nhưng Orton chủ yếu thắng bằng cách đếm ngược hoặc gian lận. Orton cũng thành công trong việc đánh bại Santana trong các trận đấu không có danh hiệu, nhưng Santana cuối cùng vẫn là nhà vô địch trước Orton.
Orton cũng có mối thù với Jimmy Snuka qua các năm 1985 và năm 1986. Orton, giống như với Santana, đã giành chiến thắng trước Snuka nhưng chủ yếu là trong các chương trình không có sự giám sát. Giống như mối thù của ông với Santana, Snuka sẽ chiếm thế trong mối thù.
Orton đã tham gia vào sự kiện chính của WrestleMania đầu tiên tại Madison Square Garden vào năm 1985, ở trong góc của Piper và 'Mr. Wonderful'Paul Orndorff trong trận đấu của họ với Hulk Hogan và Mr. T. Orton đã vô tình khiến cho đội của ông phải trả giá cho trận đấu sau lỗ lực gian lận thất bại, dẫn đến việc ông đánh Orndorff cùng dàn diễn viên. Orton cũng đã thi đấu trong sự kiện chính với Nhà vô địch WWF Hulk Hogan Trong sự kiện chính l của Đêm Thứ Bảy trên kênh NBC phát sóng ngày 11 tháng 5 năm 1985, trận đấu mà ông đã bị loại bởi Piper. Orton tham gia giải đấu King of the King năm 1985 vào ngày 8 tháng 7, ông đấu với Paul Orndorff để bị loại hai lần.
Orton ở lại với Piper trong suốt phần còn lại của năm 1985, có mối thù với Orndorff và nhiều đối tác, chẳng hạn như Hogan, André The Giant và Bruno Sammartino. Vào đầu năm 1986, Orndorff bắt đầu đeo băng bó như một chất trung hoà, và WWF đã ra lệnh cho cả hai người cởi bỏ băng bó của họ. Cũng vào cuối năm 1985 và năm 1986, Orton thách đấu với Hulk Hogan cho đai WWF Heavyweight Championship; giống như các trận đấu của ông bốn năm trước với Backlund, Orton đã không thành công. Vào ngày 30 tháng 6, tại một buổi trình diễn gia đình được tổ chức trên Bloomington, Minnesota, Orton và Piper đã bất ngờ ghi được chiến thắng trước Orndorff và Hogan, mặc dù bởi DQ; sự kiện này cũng sẽ là lần đầu tiên Orton giành chiến thắng Hulk Hogan vì các trận đấu trước đó Hulk Hogan luôn thắng ông.
Orton được mệnh danh là "Boxing Bob" và "Battling Bob" vào đầu năm 1986 sau khi dàn diễn viên ra sân và thi đấu với Mr. T tại Sự kiện chính V của Saturday Night, được coi là thiết lập cho Piper và Mr. T tại trận đấu tại WrestleMania 2. Trước WrestleMania 2 "Quyền anh" Bob Orton đã đánh bại Jose Luis Rivera trong một trận đấu "Quyền anh". Tại "WrestleMania 2", Orton được phát thanh viên Joan Rivers giới thiệu là "Át chủ bài trong hài kịch và hài hước", người đã đọc nhầm lá bài.
Piper và Orton đã đi theo con đường riêng của họ sau WrestleMania, với Piper tạm ngừng hoạt động và trong thời gian đó trở thành vệ sĩ cho người kế nhiệm phân đoạn trò chuyện của Piper là "Adrian Adonis"; Adonis đã yêu cầu Orton đội một chiếc mũ cao bồi màu hồng. Khi Piper trở lại sau đó vào năm 1986 để đòi lại phân đoạn chương trình trò chuyện của mình (quay mặt trong quá trình này), Orton đã phản bội người bạn lâu năm của mình, tạo lên mối thù dữ dỗi giữa Piper và Orton và các đối tác mới của ông, mà điển hình Piper giành được chiến thắng. Trong thời gian này, Orton đã thành lập một đội phun sơn với The Magnificent Muraco, với bộ đôi được quản lý bởi Mr. Fuji, và đôi khi là Jimmy Hart. Trong những năm đầu tiên của họ với tư cách là một đội, đội của Muraco và Orton đã được thúc đẩy khá tốt, và cả hai đều có thể dễ dàng đánh bại các đô vật sơ bộ khi không kết hợp với nhau. Họ xuất hiện ở trận mở màn tại WrestleMania lll, thua Can-Am Connection.
Đội của Muraco và Orton cũng có một loạt trận đấu với The Killer Bees (Một đội gồm B. Brian Blair và Jumpin 'Jim Brunzell. Cả hai đội đã trao đổi chiến thắng tại các sự kiện, nhưng cuối cùng ông đã giành được ưu thế ở các sự kiện. Trọng tài Danny Davis thường sẽ truất quyền thi đấu của ông vì một phần trong mánh lới phản diện của ông. Họ (cùng với Tiger Chung Lee) đáng chú ý là đội đầu tiên để thua The Young Stallions (một đội do Jim Powers và Paul Roma hợp tác) cùng với Tino Santana.
Đến năm 1987, đội của Muraco và Orton có nguy cơ giải tán. Trong khi họ vẫn có thể đánh bại các đội sơ bộ, Orton và Muraco thường thấy mình ở thế thua trước các đội đường trên. Orton và Muraco sau đó bắt đầu tranh cãi trong các trận đấu của họ, điều này cũng khiến họ mất uy tín với tư cách là đồng đội. Điều này cuối cùng cũng đã dẫn đến một trận đấu trên WWF Superstars of Wrestling, nơi Orton và Muraco thua một trận khi Orton ngăn Muraco thực hiện đòn Superplex, đây là tuyệt chiêu kết thúc của Orton. Orton cảm thấy bị xúc phạm khi Muraco đang cố bắt chước các đòn đánh của mình. Điều này dẫn đến một trận đấu giữa cả hai đô vật diễn ra bên trong và ngoài võ đài. Vào ngày 7 tháng 9 năm 1987, Orton và Muraco cuối cùng cũng đối đầu tại một buổi trình diễn WWF House. Trận đấu này kết thúc với tỷ số hai người bị truất quyền thi đấu. Orton và Muraco đã đối đầu trong những tháng cuối năm 1987. Đến thời điểm này, đội về cơ bản đã tan rã, với gương mặt đại diện bây giờ là "The Rock" Magnificent Muraco đã nhận được chiếm thế thượng phong trong mối thù. Trong mối thù, Orton với Muraco, Mr. Fuji đã quay lại quản lý Orton (Muraco đã bỏ Mr. Fuji làm quản lý của mình sau khi trở mặt). Trận đấu trên truyền hình cuối cùng của Orton và chiến thắng nói chung cho WWF diễn ra vào ngày 10 tháng 10 năm 1987, trong một chiến thắng nóng bỏng trước Siva Afi. Trận đấu cuối cùng cùng của Orton với WWF diễn ra vào ngày 7 tháng 11 năm 1987, nơi Orton thi đấu với Sam Houston để có kết quả hoà tại bang Missouri, quê hương của ông. Orton đã bị sa thải sau vụ này vì bị bắt do gây rối ở sân bay Calgary.

### New Japan Pro-Wrestling (1988-1989)

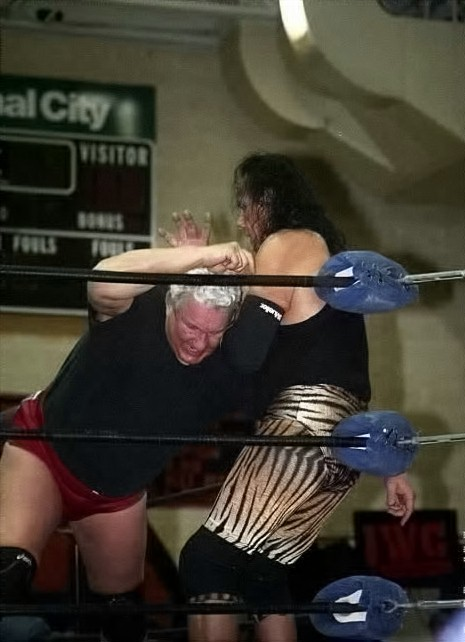
Orton vs Jimmy Snuka vào năm 2009

Sau khi rời WWF, Orton đã tạm ngững đấu vật, không hoạt động đến năm 1988, khi Orton đến Nhật Bản. Trong thời gian này, anh thi đấu cho New Japan Pro-Wrestling, làm việc với em trai Barry Orton, và họ thành lập đội anh em nhà Gaspar, hai tên cướp biển đeo mặt nạ khúc côn cầu, với Bob sử dụng tên là Billy Gaspar và Barry sử dụng tên là Barry Gaspar. Họ đã thắng nhiều trận cùng nhau, đánh bại các đội của Nubohiko Takada và Antonio Inoki, Kuniaki, Kobayashi và Yoshiaki, Hiro Saito và nhiều người khác. Sau khi đội của anh em nhà Gaspar tan rã, Orton đã có một thời gian ngắn hợp tác với Dick Murdoch và Scott Hall ở New Japan Pro Wrestling cho giải đấu giành Cúp Nhật Bản. Sau khi đấu vật thêm vài trận nữa, vào năm 1989 với số trận thắng ít, Orton rời NJPW.

### World Championship Wrestling (1989)
Vào ngày 30 tháng 3 năm 1989 Orton ký hợp đồng cho World Championship Wrestling. Ông đấu tại WCW Saturday Night trong Atlanta, và Georgia và được quản lý bởi Gary Hart, Orton đã đánh bại Shane Douglas. Vào ngày 1 tháng 4 tại Saturday Night, đã có thông báo rằng Orton sẽ thi đấu với Dick Murdock tại Clash of Championshil VI sắp tới. Ngày hôm sau tại Clash, Orton đánh bại Murdoch sau khi Gary Hart can thiệp. Sau đó, ông đã tham gia một chuyến tham quan triển lãm nhà đối mặt với sự phản đối chủ yếu. Vào ngày 14 tháng 4 tại Milwaukee, Wisconsin Orton chịu thất bại lần đầu tiên, bởi Mike Justice. Murdoch đã thách đấu Orton trong trận bullrope sau khi anh đã can thiệp vào những trận đấu của Orton. Ông đã thua Murdoch tại Wrestlewar, vào năm 1989 khi đấu trận bullrope. Ngay sau trận, quản lý của Orton "Playboy" Gary Hart bắt đầu ẩu đả với Murdoch, sau đó Orton đã tấn công Murdoch bằng tuyệt chiêu "cowbell of the bullrope", và ném anh ta ra khỏi sàn đấu, làm anh ta nghẹt thở, và tấn công các trọng tài đang cố gắng cản anh ta. Sau khi rời chương trình, Orton đã xuất hiện 1 lần tại buổi trình diễn tại "WCW House" ở Kiel, Missouri, đánh bại Dutch Mantell.

### Lần thứ 2 trở lại WWE (2005-2006)
Vào ngày 3 tháng 2 năm 2005, Bob Orton được công bố là người được giới thiệu vào năm 2005 trong WWE Hall of Fame. Trong những tuần trước WrestleMania 21, Orton vướng vào mối thù của con trai Randy với The Undertaker. Tại SmackDown!, Orton đã cầu xin The Undertaker thể hiện lòng thương xót đối với con trai của mình nhằm đánh lạc hướng The Undertaker đủ lâu để con trai ông lẻn lên võ đài và tung tuyệt chiêu RKO. Tại WrestleMania, ông đã can thiệp không thành công trong trận đấu giữa The Undertaker và Randy Orton, tấn công Undertaker bằng một cây đàn, lần này tạo điều kiện cho con trai ông đánh bại The Undertaker. Vào ngày 21 tháng 8 năm 2005, tại SummerSlam, Orton đã can thiệp vào trận đấu giữa Randy và Undertaker, lần này tạo điều kiện cho com trai ông đánh bại The Undertaker. Sau đó, Orton và Randy bắt đầu đánh trong các trận đấu của ông, và hợp tác với con trai của mình tại No Mercy vào ngày 9 tháng 10 năm 2005, đánh bại The Undertaker trong trận casket match. The Ortons hợp tác với nhau một lần nữa vào ngày 28 tháng 10 năm 2005 tại SmackDown!, hợp lực với Ken Kennedy để đối đầu với Roddy Piper, Batista và Eddie Guerrero trong trận six-man tag team match.  Trận đấu kết thúc trong thất bại của The Ortons khi Orton không thể khuất phục trước đòn khoá của Piper.  Vào ngày 16 tháng 12 năm 2005 tại SmackDown!, Orton cải trang thành The Undertaker và mang chiếc bình có chữ ký của The Undertaker lên sàn đấu khi The Undertaker xuất hiện trên võ đài và đối đầu với Randy.  Orton vẫn ở lại võ đài sau khi các Undertaker's druids khác đã rời đi, khiến The Undertaker mất tập trung và tạo điều kiện cho Randy tấn công anh.  Sau đó Orton đưa cho Randy chiếc bình mà Randy đã dùng để đánh The Undertaker bất tỉnh.  Tại Armageddon, Orton (vẫn đang cầm chiếc bình) đi cùng Randy để thi đấu với The Undertaker ở Hell in The Cell. Ông đã can thiệp vào trận đấu nhiều lần, nhưng cuối cùng không thể ngăn The Undertaker giao một Tombstone Piledriver cho cả hai Orton và sau đó che cho Randy để giành chiến thắng.  Vào ngày 13 tháng 2 năm 2006, Orton rời WWE.

### Independent circuit (1990-hiện tại)
Năm 1990, anh xuất hiện trong Five Star Wrestling Federation bởi Baton Rouge và Grizzly Smith đứng đầu, và cùng năm đó, Orton xuất hiện trong International World Class Championship Wrestling. Năm 1991, anh đấu vật cho Herb Abrams' Universal Wrestling Federation tại Beach Brawl trả tiền cho từng vé xem của họ, cũng như trận đấu Blackjack Brawl đặc biệt của họ. Tại UWF, Orton đã được trao đai UWF Intercontinental Heavyweight Championship, cũng như giành được đai UWF Southern States Championship khi chiến thắng đối thủ cũ, và là đồng đội của đội là Ron Garvin. Orton đã mất đai UWF Southern States Championship vào tay Paul Orndorff, mặc dù Orton đã được trao đai này vào năm 1994 khi Orndorff rời chương trình, bỏ trống đai trong quá trình này.
Năm 1994, Orton xuất hiện một vài lần trong trận thi đấu tại Smoky Mountain Wrestling của Jim Cornette. Cùng năm đó, Orton thi đấu cho American Wrestling Federation, và trong thời gian thi đấu tại AWF, ông được quản lý bởi Oliver Humperdink. Orton đã thách đấu Tino Santama cho đai AWF Championship, với ủy viên AWF Jim Brunzell làm trọng tài đặc biệt cho trận đấu, nhưng Orton đã thất bại. Trong suốt năm 1995 và 1996, ông có mối thù với Santama. Trong thời gian Orton tham gia AWF, Orton đã nhận được một sự thúc đẩy lớn, và ông là ứng cử viên số một cho đai AWF Championship của Santama. Ông đã giành đai AWF Championship lần thứ hai, trước khi để mất đai AWF Championship vào tay Santama, đêm đó ở vòng cuối cùng. Ông có mối thù nhỏ vào năm 1997 với "Sexy" Ace Steele trong MVWA tại St. Louis vào năm 1999, ông xuất hiện tại Heroes of Wrestling PPV, trong đó Orton bị đánh bại bởi Jimmy Snuka, sau sự can thiệp bởi quản lý Lou Albano của Snuka. Ông đã nghỉ thi đấu trong thời gian cùng năm, nhưng vẫn tiếp tục đấu vật không thường xuyên.
Orton trở lại võ đài tại Millennium Wrestling Federation Soul Survivor II vào năm 2004, hợp tác với Todd Hanson và Beau Douglas để đánh bại "The Ugandan Giant" Kamala, Gino Marktino và Ox Baker's Executioner.
Vào ngày 5 tháng 12 năm 2015, Orton tham gia một trận đấu với Dingo (đô vật). Orton bị đánh bại.
Vào ngày 17 tháng 10 năm 2009, Orton (đi cùng với cậu con trai Nathan) biểu diễn tại Independent Hardcore Wrestling với "Bloody" Harker Dirge, trong một trận đấu tranh đai Pro Wrestling Entertainment Championship, bị loại bởi bị truất quyền thi đấu sau khi Nathan tấn công Dirge.  Sự kiện này đánh dấu lần đầu tiên Nathan Orton xuất hiện trong một sự kiện đấu vật chuyên nghiệp.  Năm 2009, Orton xuất hiện tại sự kiện IWC "Night of Legends", đối đầu với đối thủ cũ Jimmy Snuka.  Orton đã bị đánh bại.  Năm 2009, Orton đối mặt với Vance Desmond trong sự kiện Winter Wrestlefest 2009, được quảng bá bởi Canadian Promotion All Star Wrestling (ASW). Orton đã thua Desmond.
Năm 2010, Orton đối mặt với "Bullet" Bob Armstrong trong sự kiện "Wrestling Legend & Loonies (2010)" tại Giải vô địch Juggalo Championship.  Orton đã bị Armstrong đánh bại mặc dù Orton áp đảo anh trong phần lớn thời gian của trận đấu.  Vào ngày 19 tháng 11 năm 2011, Orton xuất hiện trong sự kiện chính của Holy Havoc Championship Wrestling ở Springfield, Illinois, hợp tác với Nhà vô địch hạng nặng HHCW Pretty Boy Floyd và Mr. Allstar Rex Gill để đánh bại The Irish Revolution (Mickey Thomas và Seamus Farnam)  và Beast.  Vào ngày 25 tháng 8 năm 2012 Orton xuất hiện tại một sự kiện Wrestling Past Present Future(WPPF) ở East Moline, IL.  Trận đấu được đặt tên là "Cowboy versus Cowboy" do đối thủ của Orton, "Cowboy" Troy Hansen cũng sử dụng biệt danh "Cowboy".  Orton đã thắng nhờ pinfall.
Vào ngày 9 tháng 2 năm 2013, Orton xuất hiện tại sự kiện Traditional Championship Wrestling (TCW) ở Jonesboro, Ark., Nơi ông quản lý và cố vấn cho Nhà vô địch hạng nặng quốc tế "Mr. Saturday Night" Michael Barry trong mối thù với người anh em họ "All That" Alan Steel. Ông cũng tham gia vào một trận đấu tối không truyền hình tại sự kiện khi ông bật Barry và hợp tác với "The Empire" gồm Matt Riviera và "Golden Boy" Greg Anthony.  Đội này có Michael Barry, Barrett Brown và John Saxon. Orton đã thua Barry, Brown và Saxon.  Vào ngày 13 tháng 6 năm 2013, Orton đối mặt với Barrett Brown trong một nỗ lực thua cuộc.
Vào ngày 16 tháng 8 năm 2013, Orton và George South đối mặt với Tim Horner và Tom Prichard tại sự kiện Brad Armstrong Memorial.  Orton và South thua Horner và Prichard.  Vào ngày 16 tháng 11 năm 2013, Orton hợp tác với đối thủ cũ Harker Dirge để tham gia vào đội của Attitude, Inc., Guy Smith và Spencer Powers, trong hành động của nhóm tại triển lãm Pro Wrestling Glory hàng tháng ở Maroa, Illinois.  Orton và Dirge đã thắng trận đấu.  Vào ngày 25 tháng 10 năm 2014, Orton đấu vật đối thủ "Spotlight" Spencer Powers cho Hiệp hội đấu vật Wrestling Association Pinfall P.W.A. Danh hiệu hạng nặng tại Jaycee's Center ở Springfield, Illinois. Orton đã bị đánh bại.
Vào ngày 21 tháng 3 năm 2015, Orton tham gia trận 6-man tag team match teaming với Ricky Cruz và Red River Jack với Nikolai Volkoff là người quản lý của họ để đối đầu với Chris Hargas, Bull Bronson và Attila Khan. Trong đó Đội của Orton đã chiến thắng.  Vào tháng 4 năm 2015, Orton tham gia trận 2-on -1 match "Iron man" Ken Kasa & Travis Cook cho chương trình quảng bá đấu vật St. Louis Wrestling. Orton đã đánh bại Kasa và Cook sau khi dùng tuyêtj chiêu RKO cho Kasa.  Vào ngày 30 tháng 5 năm 2015, Orton là Khách mời Đặc biệt tại Special Guest of Pinfall Wrestling Association ở Springfield, Illinois tại chương trình lớn nhất trong năm của họ, The Grand Wrestling Spectacle V. Orton đã đánh bại Bradley Stephens III (người đang tìm kiếm một "Legend" để thách đấu) .

### Lần thứ 3 trở lại WWE (2010, 2012, 2017)
Orton xuất hiện vào ngày 15 tháng 11 năm 2010 tại WWE Raw khi chương trình đã trở thành trường cũ, với sự xuất hiện của các đô vật WWE ngày xưa, người thông báo và các nhân vật trực tuyến khác. Ông cũng xuất hiện tại WWE SmackDown ngày 10 tháng 4 năm 2012 và bị tấn công bởi Kane (ngoài màn hình), người có mối thù với con ông là Randy vào thời điểm đó.  Orton xuất hiện một lần nữa vào ngày 18 tháng 6 năm 2017 tại Money in the Bank Pay-per-view, nằm ở hàng ghế đầu của đám đông cùng với các đồng nghiệp Ric Flair và Sgt. Slaughter Trong trận đấu giữa con trai mình Randy và Jinder Mahal, ông bị anh em nhà Singh hành hung khi họ bị đẩy ra khỏi võ đài, điều này khiến Randy tấn công anh em nhà Singh.  Tuy nhiên, sự phân tâm này đã đủ để Jinder đánh Randy với tuyệt chiêu Khallas để giành chiến thắng.

## Đời Tư
Orton đã kết hôn với Elaine Orton, một y tá tại Christian Hospital NE ở Missouri, và họ có hai con trai, Randy Orton (cũng là một đô vật chuyên nghiệp), Nathan (một diễn viên hài kịch) và một con gái, Becky. Đứa cháu đầu tiên của anh được sinh ra vào ngày 12 tháng 7 năm 2008, khi con trai Randy và vợ cũ Samnatha có đứa con đầu lòng của họ, một cô con gái.
Trong một tập của WWE Confidential, ông thừa nhận rằng việc thương ở cẳng tay vào năm 1985, trận đấu với Jimmy Snuka không phải là một tác phẩm và không lành khi đeo băng. Nó sẽ không lành cho đến khi anh ở WWF năm 1987.
Vào khoảng năm 1986, Orton đã than gia vào một vụ việc ơr Fresno, California, nơi sở cảnh sát Fresno được gọi về một vụ việc liên quan tới Orton và Roddy Piper trong khách sạn. Orton cuối cùng sẽ khoả thân và say riệu trên mái nhà của khách sạn và sẽ bị bắn ba phát với cảnh sát đặc nhiệm, theo bản thân Orton.

### Sức khoẻ
Khi còn là một thiếu niên, Orton được chuẩn đoán mắc bệnh viêm gan C, nhưng dường như không có triệu chứng rõ ràng và cuối cùng sẽ không còn nhớ mình đã mắc bệnh. Hơn 30 năm sau, giữa mối thù của ông với con trai Randy và The Undertaker, Orton đã được kiểm tra lại và được xác nhận rằng ông vẫm mang trong mình căn bệnh quái ác. Undertaker đã rất tức giận khi không biết về căn bệnh của Orton và biết rằng phó chủ tịch trách quan hệ tài năng lúc đó là do Jonh Naurinaitis (người biết về căn bệnh của Orton) đã cho phép anh ta đỏ mặt, như tại một thời điểm trong mối thù (trong trận đấu  Hell in a Cell tại Armageddon 2005), Orton đã đổ máu trực tiếp lên người anh ta, điều này khiến anh ta có thể mắc bệnh. Đây là lý do chính khiến Orton bị WWE đuổi việc vào tháng 2 năm 2006.

## Các đai vô địch và danh hiệu
- American Wrestling Federation
  - AWF Heavyweings Championship (1 lần)
- Cauliflower Alley Club
  - Giải vô địch gia đình (2005) - với Barry Orton, Bob Orton, Sr.
- Central States Wrestling Alliance
  - CSWA Heavyweight Championship (1 lần)
- Championship Wrestling from Florida
  - NWA Florida Heavyweight Championship (1 lần)
  - NWA Florida Tag Team Championship (3 lần) - với Bob Orton và Bob Roop
- international Championship Wrestling
  - ICW southeastern Heavyweight Championship (1 lần)
  - ICW southeastern Tag Team Championship (3 lần) - với Barry Orton, Bob Roop và Tony Peters.
  - ICW Television Championship (1 lần)
- Mid-Atlantic Championship Wrestling
  - NWA World Tag Team Championship (''Mid-Atlantic version'')(1 lần) - với Don Kernodle
- Mid-South Sports/Georgia Championship Wrestling
  - NWA Georgia Junior Heavyweight Championship (1 lần)
  - NWA Georgia Tag Tram Championship (2 lần) - với Dick Slater and Mr. Wrestling II
  - NWA Macon Tag Team Championship (1 lần) - với Dick Slaters
- Mid-South Wrestling
  - Mid-South Missisippi Heavyweight Championship (1 lần)
- Midwest Powerhouse Wrestling
  - MPW Heavyweight Championship (1 lần)
- Powerhouse  Championship Wrestling
  - PCW Heavyweight Championship (1 lần)
- Pro Wrestling Illustrated
  - PWI Rookie of the year (1973) - với Tony Garea
  - Xếp thứ 121 trong số 500 đô vật đánh đơn xuất sắc nhất của "PWI Year" năm 2003.
- Old School Wrestling Alliance
  - OSWA Heavyweight Championship (1 lần)
- Southeastern Championship Wrestling
  - NWA Southeastern Tag Team Championship (4 lần) - với Bob Roop, Jerry Blackwell and Ron Garvin.
- Universal Wrestling Federation
  - UWF intercontinental Heavyweight Championship (1 lần)
  - UWF Southern States Championship (2 lần)
- World Wrestling Entertainment
  - WWE Hall of Fame (Lớp 2005)
- Other Titles
  - VWS Television Championship (1 lần)
- Wrestling Observer Newsletter
  - Cải thiện nhất (1986)

## Tham Khảo
1. 1 2 3 4 5 6 7 8 9 10  ""Cowboy" Bob Orton Profile". Online World of Wrestling. Truy cập ngày 20 tháng 3 năm 2008.[liên kết hỏng]
2. 1 2 3  ""Cowboy" Bob Orton's WWE Hall of Fame Profile". World Wrestling Entertainment. Truy cập ngày 29 tháng 3 năm 2011.
3. ↑  "Bob Orton Jr. IMDB". imdb.com. Truy cập ngày 27 tháng 5 năm 2021.
4. ↑  induction: The Ortons vs. The undertaker - Possession is 9/10s of the law, but only 1/10 of what made this feud so stupid - WrestleCrap
5. ↑  Full Bob Orton Hepatitis Story - Inside Pulse[liên kết hỏng]